# Albert Großhans

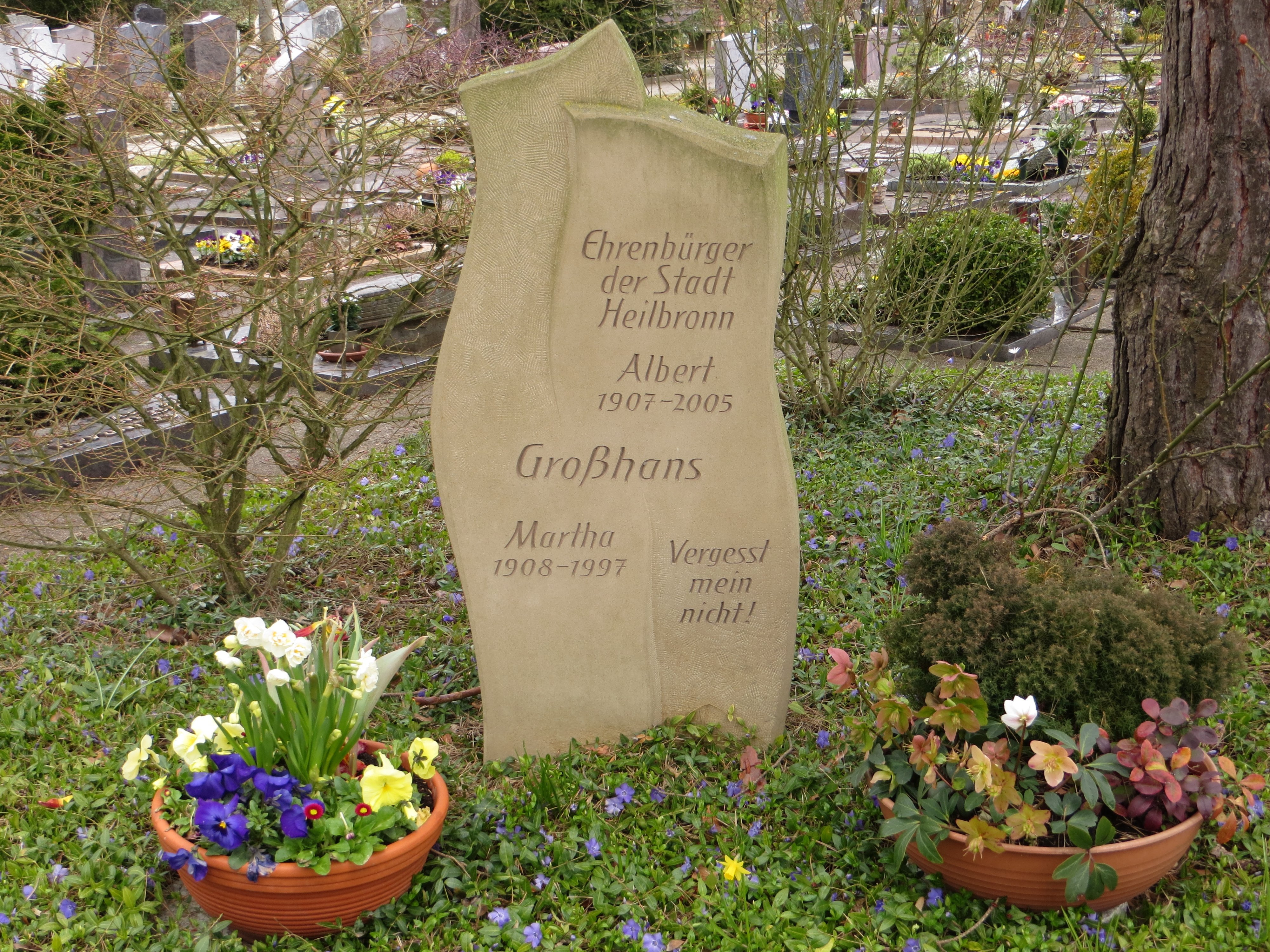
Grabstein von Großhans auf dem Heilbronner Südfriedhof Sontheim

Albert Großhans (* 11. Mai 1907 in Sontheim; † 21. November 2005 in Heilbronn) war ein deutscher Politiker.

## Leben
Großhans baute zusammen mit seinem Bruder Heini Großhans die Sozialdemokratie in Heilbronn auf. Am 1. März 1923 gründete er die Sozialistische Arbeiter-Jugend Heilbronns (SAJ). In der Zeit des Nationalsozialismus kämpfte Großhans im Widerstand und war zeitweise in Konzentrationslagern inhaftiert. Nach dem Zweiten Weltkrieg wurde er 1946 in den Gemeinderat der Stadt Heilbronn gewählt und war dort von 1956 bis 1977 Fraktionsvorsitzender der SPD. Am 28. April 1977 wurde er für seine großen Verdienste, besonders um den Wiederaufbau der kriegszerstörten Stadt, zum Ehrenbürger der Stadt Heilbronn ernannt. Am 12. Mai 1977 schied Großhans als dienstältester Stadtrat aus Altersgründen aus dem Gemeinderat aus. Großhans trat auch als Verfasser von heimatgeschichtlichen Schriften in Erscheinung.
Großhans war Träger der Willy-Brandt-Medaille und der goldenen Ehrennadel der SPD sowie Empfänger des SPD-Ehrenbriefes.